# キーガン・コナー・トレイシー
キーガン・コナー・トレイシー（Keegan Connor Tracy、1971年12月3日 - ）は、カナダの女優。

## 出演作品
- ワンス・アポン・ア・タイム（修道院長／ブルー・フェアリー）
- V シーズン2
- ユーリカ ～地図にない街～ シーズン4
- SUPERNATURAL スーパーナチュラル シーズン4
- バトルスター・ギャラクティカ シーズン4（ジーン）
- SUPERNATURAL スーパーナチュラル シーズン2
- サイク/名探偵はサイキック? シーズン1
- バトルスター・ギャラクティカ シーズン3（ジーン）
- ザ・インターネット2（ＺＺ）
- スーパーストームXXX
- 4400 未知からの生還者2
- カオス
- サイレントノイズ
- フィア・ストーム
- デッドコースター（キャット）
- ファースト・ウェイブ／最終予言1999
- ディセンダント(ベル)